# Витке слепе змије
{{Taxobox
| name = Витке слепе змије
| image = Leptotyphlops humilis - head.jpg
| image_caption = ,
 типичан представник
| regnum = 
| phylum = 
| subphylum = 
| classis = 
| ordo = 
| subordo = 
| infraordo = 
| familia = 
| familia_authority = Stejneger, 1892
| synonyms = * -{Stenostomata - Ritgen, 1828
- Stenostomi - Wiegmann & Ruthe, 1832
- Stenostomina - Bonaparte, 1845
- Stenostomatidae - Günther, 1885
- Stenostomidae - Cope, 1886
- Glauconiidae - Boulenger, 1890
- Leptotyphlopidae - Stejneger}-, 1892[1]

}}
Витке слепе змије или ријуће слепе змије су породица змија.

## Карактеристике
Изгледом подсећају на слепе змије. Дужина тела може да износи од 10 до 50 cm. Међу овим змијама је и врста која се сматра најмањом на свету; Leptotyphlops bilineatus. Скорије описана L.&nbsp;carlae (Hedges, 2008) је изгледа још мања.

## Исхрана
Хране се ларвама инсеката, а неке врсте полажу јаја у термитњаке и тако свом потомству обезбеђују храну, али и заштиту.

## Ареал
Настањују подручја Америке и Африке.